# Kriegerdenkmal Kabelitz

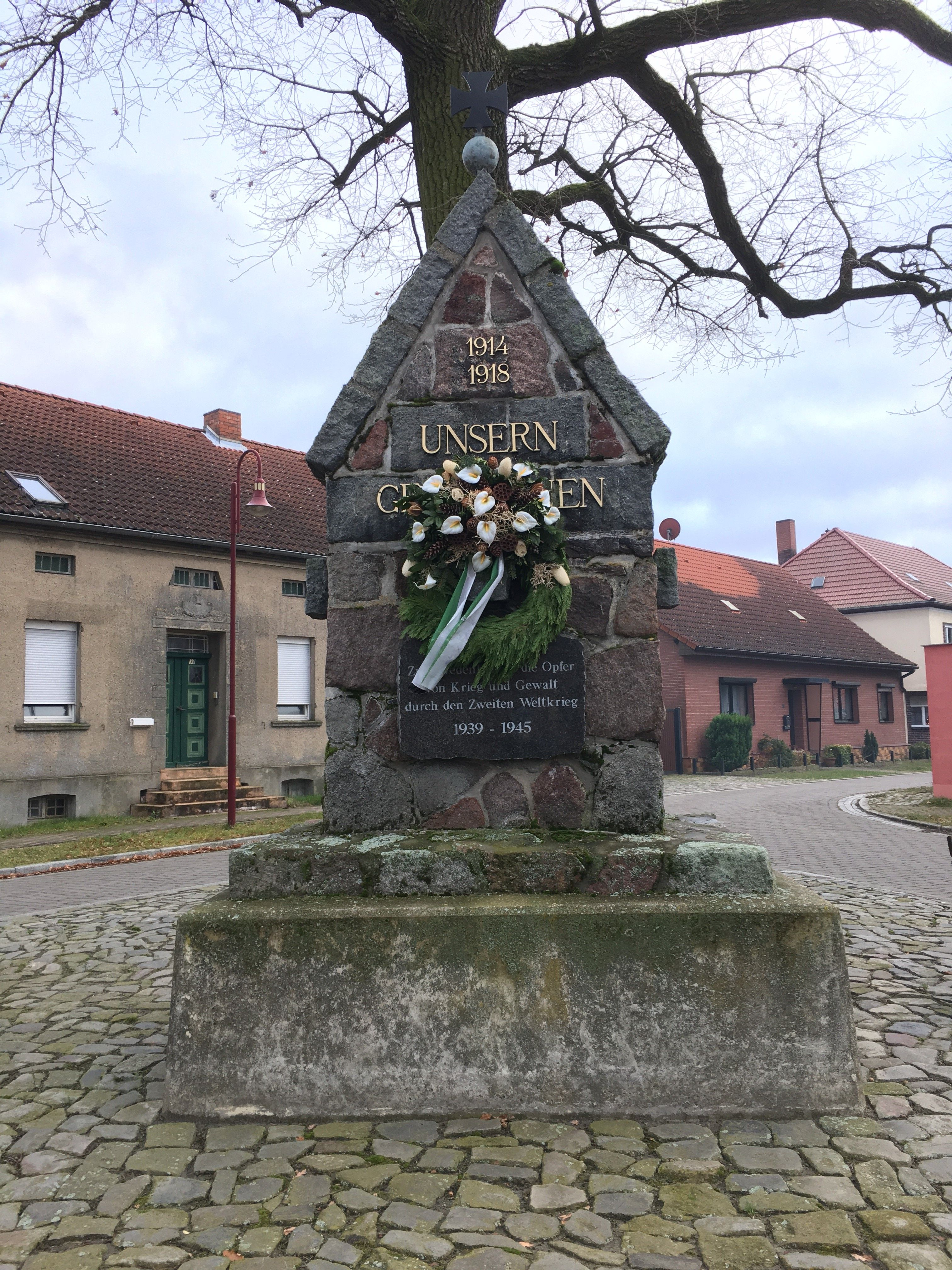
Kriegerdenkmal in Kabelitz

Das Kriegerdenkmal Kabelitz ist ein ehemals denkmalgeschütztes Kriegerdenkmal im Ortsteil Kabelitz der Gemeinde Wust-Fischbeck in Sachsen-Anhalt. Im örtlichen Denkmalverzeichnis war es als Kleindenkmal verzeichnet.

## Allgemeines
Das Kriegerdenkmal in Kabelitz befindet sich an der Dorfstraße vor der Hausnummer 37, unter der 1913 gepflanzten Friedenseiche. Es handelt sich um ein aus Feldsteinen gemauertes Denkmal für die Gefallenen des Ersten Weltkriegs und des Zweiten Weltkriegs.

## Inschrift

### Vorderseite
1914 – 1918 Unseren Gefallenen. Zum Gedenken an die Opfer von Krieg und Gewalt durch den Zweiten Weltkrieg 1939 – 1945

### Rückseite
Es starben fürs Vaterland